# Clark-Elektrode

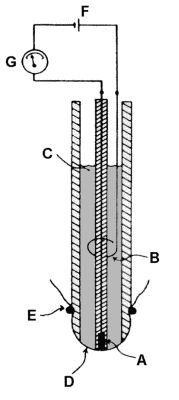
Clark-Elektrode:
(A) Pt-Kathode (B) Ag/AgCl-Anode (C) KCl-Elektrolyt (D) Teflon-Membran (E) Gummiring
(F) Batterie (G) Galvanometer

Die Clark-Elektrode ist ein elektrochemischer Sensor zur Bestimmung des Sauerstoff-Partialdrucks in einer Lösung (oder auch in Gasen). Entwickelt wurde sie 1962 von Leland Clark in Yellow Springs, Ohio.

## Aufbau
Die Clark-Elektrode besteht meist aus einer Kathode aus Platin und einer Anode aus Silber, die über eine Elektrolytlösung in elektrischer Verbindung stehen. Neben diesen Materialien sind auch andere Kombinationen von Elektrodenmaterialien möglich, wie Gold gegen Silber oder Gold gegen Blei. Vom Messgut sind diese Metallelektroden in der Regel durch eine sauerstoffdurchlässige Membran, ausgeführt meist aus Polytetrafluorethylen (PTFE), getrennt. Es gibt daneben auch membranfreie Anordnungen, bei denen das Messgut zugleich als Elektrolyt dient.
Im Fall der üblichen Elektrodenkombination aus Platin und Silber liegt an der Kathode eine von extern aufgebrachte Polarisationsspannung von −0,8 V gegen die Anode an. Da es ab ca. 1,6 V zur Elektrolyse der verwendeten Elektrolytlösung kommt, muss die Polarisationsspannung unter diesem Schwellwert liegen. Andere Materialkombinationen, wie zum Beispiel diejenigen mit Blei, bedürfen keiner externer Polarisationspannung.
Taucht man nun die Membran der Messkammer in das Messgut, wie zum Beispiel in Wasser oder eine arterielle Blutprobe, so diffundiert O2 entsprechend seinem Partialdruck durch die Membran in die Messkammer und wird dort an der Kathode reduziert. Die Kathode gibt Elektronen an den Sauerstoff ab, wobei Hydroxid-Ionen (OH−) entstehen. An der Anode wird Silber zu Silberionen oxidiert und bei Anwesenheit von Chlorid als in Wasser praktisch unlösliche Silberchloridkristalle an die Elektrode angelagert. Die Anlagerungen des oxidierten Anodenmetalls müssen regelmäßig entfernt werden, um die ungehinderte Stromgängigkeit der Messanordnung zu erhalten.
Kathode: O2 + 2 e− + 2 H2O → H2O2 + 2 OH− und H2O2 + 2 e− → 2 OH−
Anode: 4 Ag → 4 Ag+ + 4e− und 4 Ag+ + 4Cl− → 4 AgCl
Es ergibt sich somit ein elektrischer Strom I, welcher mit einem Strommessgerät, historisch Galvanometer, erfasst wird, der dem Partialdruck p(O2) des Sauerstoffs O2 direkt proportional ist:
p(O2) ~ I
Bei der weiteren Auswertung dieses resultierenden Messstromes ist zu berücksichtigen, dass sowohl die Diffusionsrate des Sauerstoffs durch die Membran als auch die Sauerstofflöslichkeit im Wasser temperaturabhängig sind.

## Anwendungen
Verbreitet ist die Anwendung zu meist in Blutgasanalysatoren auf Intensivstationen für beatmete Patienten oder als Klebeelektroden bei der transcutanen (durch die Haut) Messung von Blutgasen, vor allem bei Neugeborenen.
Kommerziell werden membranbedeckte Clark-Elektroden als Sauerstoffmessgeräte vertrieben. Sie finden Anwendung in der Gewässerüberwachung, in der Aquaristik und in Bioreaktoren. Aber es gibt auch weitere Anwendungen zum Beispiel zur Bestimmung des biochemischen Sauerstoffbedarfs von Abwässern sowie in der Lebensmitteltechnologie.